# Diòcesi d'Asidonia-Jerez
La diòcesi d'Asidonia-Jerez (en llatí, Dioecesis Assidonensis-Ierezensis), coneguda també simplement per diòcesi de Jerez, és una seu de l'Església catòlica, sufragània de l'arquebisbat de Sevilla. Comprèn el nord de la província de Cadis, prenent com a límit i frontera natural el curs del riu Guadalete. Abastant la Costa Noroeste de Cádiz, la Campiña de Jerez, la Sierra de Cádiz i la major part del terme municipal d'El Puerto de Santa María. La diòcesi va ser erigida el 3 de març de 1980 mitjançant butlla papal.
El seu nom deriva de l'antiga província àrab de Sidonia, amb una primera capitalitat a Medina-Sidonia, aquesta va passar a Jerez de la Frontera, anomenada llavors Saris. Es va escollir aquest nom en record de l'antic Bisbat Asidonense i perquè la seva seu va estar situada a Jerez de la Frontera. Malgrat la denominació, Medina-Sidonia no està situada en aquesta diòcesi, sinó en la de Cadis i Ceuta, a causa que aquesta fa referència a l'antiga província àrab de Sidó i no directament al municipi nomenat.
El principal temple de la diòcesi és la Catedral de San Salvador de Jerez de la Frontera, antiga Col·legiata fins a 1980. El Bisbat de la Diòcesi radica al Palau de Bertemati, a la Plaça del Arroyp. El Seminari major d'Asidonia-Jerez va ser fundat en 1985.
Té com a sant patró de la diòcesi a Sant Juan Grande Román i com a patrona a la Immaculada Concepció.
Comprèn les localitats de Jerez de la Frontera, Sanlúcar de Barrameda, Chipiona, Rota, Trebujena, Arcos de la Frontera, Algar, Bornos, Espera, Villamartín, Prado del Rey, El Bosque, Ubrique, Puerto Serrano, Algodonales, Zahara de la Sierra, Benaocaz, Villaluenga del Rosario, Grazalema, El Gastor, Olvera, Alcalá del Valle, Torre Alháquime i Setenil de las Bodegas.

## Arxiprestats
Els Arxiprestats de la diòcesi són:
- Arxiprestats de Jerez de la Frontera:
  - Arxiprestat de Jerez Norte
  - Arxiprestat de Jerez Sur
  - Arxiprestat de Jerez Centro
  - Arxiprestat de Jerez Rural
- Arxiprestat d'El Puerto de Santa María-Rota
- Arxiprestat de Sanlúcar de Barrameda
- Arxiprestat d'Arcos de la Frontera
- Arxiprestat de Grazalema-Ubrique
- Arxiprestat de Zahara de la Sierra-Olvera

## Història
Se suposa que l'actual ciutat de Medina-Sidonia es va dir en l'sntiguitat Sidonia o Asidonia, per ser una colònia fenícia el nom de la qual deriva del nom de la ciutat dels seus fundadors, Sidó. Durant l'existència de l'Àndalus, se li va afegir al seu nom la partícula "medina", que significa ciutat en àrab. Aleshores Medina-Sidonia va ser la capital de la cora homònima, la capitalitat de la qual va passar posteriorment a Jerez de la Frontera. Aquesta ciutat va ser seu episcopal durant el temps dels visigots i durant part del període andalusí, concretament fins a la invasió almohade de 1146. Aquest bisbat es coneixia amb el nom de Bisbat Asidonense.

## Episcopologi
Bispado de l'antiga Assidonia:
Dades de l'Època Visigoda:
1. Maximus (497)
2. Manunci (516)
3. Basilià (593)
4. Rufino (628)
5. Pimeni (629-649)
6. Suetoni (661)
7. Pacià (672)
8. Fulgenci, monjo benedictí

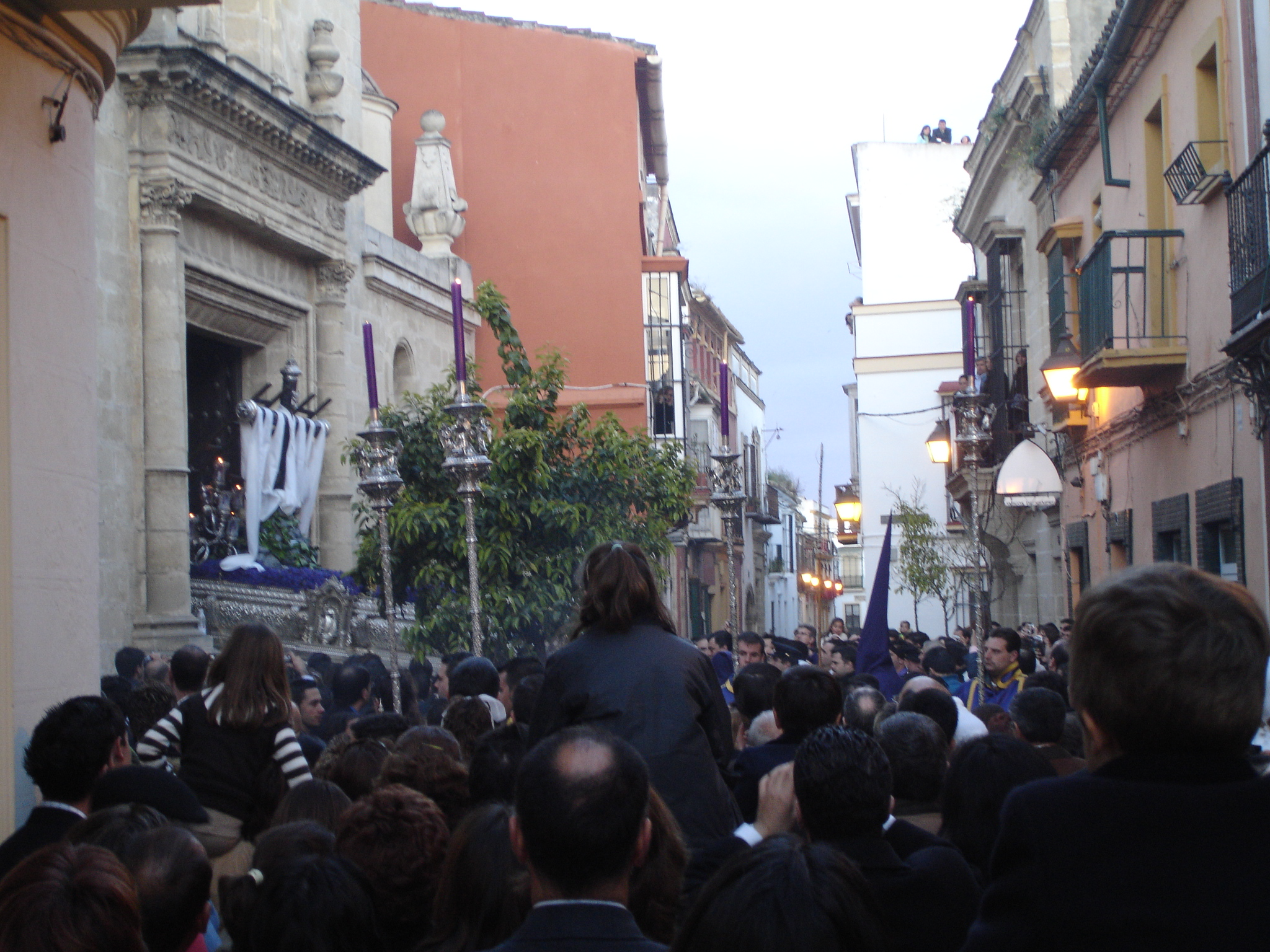
Sortida de germandat

9. Theuderatius (Teoderaci) (681-688)
10. Geronci (690-693)
11. Cesari (698)
12. Exuperi, bisbe màrtir pels Musulmans (713-714)
13. Joan, monjo (714)
14. Miró (mencionat en el 862)
15. Pere (finals s. IX)
16. Esteve (950)
17. Anònim (emigra a Toledo 1145)

Seu suprimida (h. 1146-1980)
Bisbes Auxiliars de Sevilla amb residència a Jerez de la Frontera
1. José María Cirarda Lachiondo (9 d'abril de 1960 - 22 de juliol de 1968)
2. Juan Antonio del Val Gallo (1969-1973)
3. Rafael Bellido Caro (1973-1980)

Bispat de la Diòcesi d'Asidonia-Jerez
1. Rafael Bellido Caro (1980-2000)
2. Juan del Río Martín (2000-2008)
3. José Mazuelos Pérez (2009-...)

## Estadístiques
A la fi del 2004 en la diòcesi hi havia 449.914 batejats, sobre una població de 507.331 persones, la qual cosa suposa un 88,7% del total.
| any  | població | població | població | sacerdots | sacerdots       | sacerdots       | sacerdots              | diaques | religiosos | religiosos | parròquies |
| ---- | -------- | -------- | -------- | --------- | --------------- | --------------- | ---------------------- | ------- | ---------- | ---------- | ---------- |
| any  | batejats | total    | %        | total     | clergue secular | clergue regular | batejats por sacerdote | diaques | homes      | dones      |            |
| 1990 | 433.000  | 462.390  | 93,6     | 144       | 91              | 53              | 3.006                  |         | 109        | 374        | 80         |
| 1999 | 432.800  | 480.970  | 90,0     | 175       | 90              | 85              | 2.473                  | 6       | 149        | 555        | 80         |
| 2000 | 441.300  | 490.320  | 90,0     | 173       | 92              | 81              | 2.550                  | 7       | 153        | 539        | 83         |
| 2001 | 449.993  | 499.993  | 90,0     | 170       | 87              | 83              | 2.647                  | 7       | 154        | 379        | 79         |
| 2002 | 439.967  | 488.853  | 90,0     | 158       | 88              | 70              | 2.784                  | 8       | 129        | 446        | 80         |
| 2003 | 442.394  | 488.853  | 90,5     | 154       | 91              | 63              | 2.872                  | 12      | 127        | 453        | 80         |
| 2004 | 445.361  | 500.653  | 89,0     | 161       | 94              | 67              | 2.766                  | 13      | 126        | 468        | 80         |
| 2006 | 449.914  | 507.331  | 88,7     | 158       | 93              | 65              | 2.847                  | 18      | 124        | 490        | 86         |